# هولی ترینیتی (آلاباما)
هولی ترینیتی (به انگلیسی: Holy Trinity) یک منطقهٔ مسکونی در ایالات متحده آمریکا است که در شهرستان راسل، آلاباما واقع شده‌است.